# Sonic hedgehog
A sonic hedgehog (SHH) fehérjét az SHH gén kódolja. A fehérjét Sonicról, a sünről nevezte el Robert Riddle egy Sonic the Hedgehog-reklám alapján.
E jelzőmolekula fontos az állatok embrionális morfogenezisében. Az SHH irányítja az organogenezist és a központi idegrendszer, a végtagok, az ujjak és számos más testrész szerveződését. A fehérje morfogén, mely a fejlődést franciazászló-modellel jellemezhető koncentrációgradienssel irányítja. Ez azt jelenti, hogy az SHH molekulák eloszlása nem egyenletes, mely a sejtek eltérő sorsát irányítja koncentrációtól függően. A mutációk holoprozenkefáliát okozhatnak, mely az agyféltekék sikertelen elválása, ahogy SHH knockout egerekben kimutatták, ahol nem fejlődött ki az előagyi középvonal, helyette egy egyesült telenkefalikus vezikulum maradt.
A sonic hedgehog a felnőtt szövetek differenciálódásában, proliferációjában és fenntartásában is szerepet játszik. Az SHH jelek nem megfelelő aktivációját mutatták ki számos daganatban, például mell-, bőr-, agy-, máj-, epehólyagrákban stb.
A humán SHH gén 3 exont tartalmaz, melyek összesen 462 aminosavat tartalmazó fehérjét kódolnak.

## Felfedezése és elnevezése
A süngént (hh) először a Drosophila melanogasterben fedezték fel Christiane Nüsslein-Volhard és Eric Wieschaus 1980-ban. E vizsgálatok – melyekért 1995-ben orvostudományi Nobel-díjat kaptak a kutatók Edward B. Lewis genetikussal együtt – a Drosophila-embriók anatómiai mintáit meghatározó géneket találtak. A hh funkcióvesztéses mutáns fenotípus sünök tüskéihez hasonló denticulusokkal borított embrió volt. Egy gerinces hh-ekvivalenst kerestek Philip Ingham, Andrew P. McMahon és Clifford Tabin, akik 3 homológ gént találtak.
Két ilyen gént, a desert hedgehogot és az indian hedgehogot valódi sünfajról nevezték el, míg a sonic hedgehog Sonicról, a sünről kapta a nevét. A gént Robert Riddle, a Tabin Lab posztdoktori dolgozója nevezte el, miután felesége, Betsy Wilder egy Sonic the Hedgehog-reklámot tartalmazó újsággal tért haza. A zebradánióban ezekből kettő többször van jelen: az SHH a és az SHH b (korábban tiggywinkle hedgehog, melynek névadója Beatrix Potter gyermekkönyveinek szereplője) és ihha és ihhb (korábban echidna hedgehog, melynek névadója a hangyászsün (angolul: echidna)).

## Funkció
A hh-homológok közül az SHH-ról derült ki, hogy a fejlődésben a legfontosabb, számos rendszer – például az adenohipofízis, a neokortex, a gerincvelő, a tüdők, a fogak és a talamusz zona limitans intrathalamica körüli részének – mintázatának kialakításában morfogénként működik. A gerincesekben a végtagok és az ujjak fejlődése a végtagcsíra polarizáló zóna általi sonic hedgehog-szekréciótól függ. Az SHH gén mutációi 3-as (HPE3) típusú holoprozenkefáliát okoznak a ventrális középvonal elvesztésének eredményeként. A sonic hedgehog transzkripciós útvonalát ezenkívül bizonyos tumorok – például az embrionális kisagytumor és a medulloblasztóma – létrejöttéhez, továbbá a prosztatarák előrehaladásához is kapcsolták. Az SHH expressziójához a fibroblaszt-növekedésifaktorok apikális ektodermális kiemelkedés általi kiválasztása szükséges.
A sonic hedgehogról ezenkívül kimutatták, hogy axonirányító részecske. Felfedezték, hogy a kommisszurális axonokat a fejlődő gerincvelő ventrális középvonalához vonzza. Az SHH ezenkívül vonzza a retinális ganglionsejtek (RGC) axonjait kis koncentrációban, magasabbakban taszítja. Az SHH expressziójának hiányáról kimutatták, hogy a cetek hátsó végtagjainak is a növekedését irányítja.
Az SHH gén a süngéncsalád tagja, 5 DNS-sorozatbeli vagy splicingváltozattal. A 7. kromoszómán van, és a sonic hedgehog fehérje termelését indítja. E fehérje rövid- és hosszútávú jeleket küld a szöveteknek a fejlődés szabályzásához. Mutációja vagy hiánya esetén a fehérje nem tudja megfelelően ellátni tevékenységét. A sonic hedgehog a sejtnövekedést, -differenciálódást és a test alakját, szerkezetét és felépítését határozza meg. Létfontosságú morfogén jeladó molekulaként, és az embriók számos különböző struktúrájának kialakításában fontos. Számos fontos szervrendszer, például az idegrendszer, a szív–ér rendszer, a légzőrendszer és a vázrendszer felépítésében fontos. Mutációi e rendszerek számos elváltozását okozhatja, a fejlődő embrióban jelentkező problémákat okozva. Az agyat és a szemet például jelentősen érintheti mutáció, és mikroftalmiát és holoprozenkefáliát okozhat. A mikroftalmia egy vagy két szem szöveteinek kis méretét és alulfejlettségét okozó betegség. Ez különböző gondokat jelenthet, például kolobómát, egy kis szem jelenlétét vagy a szemek hiányát. A holoprozenkefáliát általában az SHH gén mutációja okozza, és a bal és jobb agyféltekék nem megfelelő elválását vagy felcserélődését és arcdiszmorfiát okoz. Sok rendszer és szerkezet függ az SHH gén megfelelő expressziójától és az így létrejövő fehérje megfelelőségétől, azt létfontosságú génné téve a fejlődéshez.

### A központi idegrendszer kialakítása
Az SHH jelzőmolekulának számos szerepe van a központi idegrendszer kialakításában a gerincesek fejlődése során. Egy leginkább jellemző funkciója a floor plate és számos ventrális sejttípus indukciója a velőcsőbe. Az axiális mezodermából származtatott notochorda SHH-t termel, mely a sejten kívül a velőcsőbe kerül, és a floor plate létrehozására utasítja a sejteket. A floor plate-indukció másik nézete szerint egyes notochordális prekurzorsejtek bekerülnek az ideglemezbe annak létrejötte előtt, később a floor plate-et adva.
A velőcső maga a gerincesek központi idegrendszerének elődje, a floor plate egy speciális szerkezet annak ventrális középpontján. Jelzőközpontkénti szerepének bizonyítékai azok a tanulmányok, ahol egy második notochorda kerül be egy velőcső mellé in vivo, ektopikus floor plate-et létrehozva a velőcsőben.
A sonic hedgehog ezenkívül a velőcső és az alsó lemezének fejlődésében is fontos. Az SHH in vitro és in vivo ektopikus expressziója a lemez indukciójához és a mozgatóidegsejtek és az interneuronok differenciációjához vezet. Ezzel szemben a mutáns egerekben nincsenek ilyen ventrális gerincvelői jellemzők. Az SHH jelzés in vitro blokkolása antitestekkel szintén ilyen fenotípusokat ad. Az SHH koncentrációfüggően fejti ki hatásait, így egy nagy SHH-koncentráció a sejtproliferáció helyi inhibícióját okozza. Ez a lemezt elvékonyítja a velőcső laterális részeihez képest. Az alacsonyabb SHH-koncentráció sejtproliferációt és egyes ventrális idegsejttípusok indukcióját. Ha a floor plate létrejött, az itteni sejtek expresszálják az SHH-t, koncentrációgradienst okozva a velőcsőben.
Bár nincs közvetlen bizonyíték az SHH-gradiensre, van közvetett bizonyíték az SHH-receptor ligandumkötő doménjét kódoló patched (Ptc) gén expressziójának vizualizációjával a ventrális velőcsövön át. In vitro tanulmányok szerint a két- és a háromszoros SHH-koncentráció-változások mozgatóneuronok és különböző interneuron-altípusok létrejöttét okozzák, melyek a ventrális gerincvelőben is megtalálhatók. Ezen in vitro növekedések megfelelnek a domének jelzőszövettől (notochorda és floor plate) való távolságának növekedésének, melyek később különböző neuronaltípusokká differenciálódnak, ahogy in vitro történik.. Az SHH-szignált feltehetően a Gli fehérjecsalád közvetíti, mely a Drosophila cinkujjat tartalmazó Cubitus interruptus (Ci) transzkripciós faktorának gerinceshomológja. A Ci a Hh-szignál fontos közvetítője. A gerincesekben 3 különböző Gli-fehérje (Gli1, Gli2, Gli3) található, melyeket a velőcső fejez ki. A Gli1-mutációt tartalmazó egerek normális gerincvelő-fejlődést mutatnak, ami azt jelenti, hogy feltehetően nélkülözhető az SHH-aktivitás közvetítéséhez. Azonban a Gli2-mutánsok a hasi gerincvelőben eltéréseket mutatnak, floor plate-hiányosságokkal és a V3 interneuronok hiányosságaival. A Gli3 dózisfüggő SHH-antagonista, mely a dorzális neuronaltípusokat segíti. Az SHH-mutáns fenotípusok menthetők SHH/Gli3 kettős mutánsként. A Gli fehérjéknek C-terminális aktivációs és N-terminális represszív doménjük van.
Az SHH feltehetően a Gli2 aktivációs funkcióját is segíti, és gátolja a Gli3 represszív aktivitását. Ezenkívül a Gli3 aktivációs funkcióját is segítheti, de ez nem elég erős. Az SHH fokozatos koncentrációváltozása fokozatos Gli2- és Gli3-aktivitás-változást okoz, melyek a hasi és a háti neuronaltípusokat segíti a hasi gerincvelőben. A Gli3- és az SHH/Gli3-mutánsok alapján az SHH főképp az elődsejtdomének térbeli korlátozását szabályozza induktivitás helyett, ugyanis az SHH/Gli3-mutánsok kevert sejttípusokat mutatnak.
Az SHH ezenkívül más fehérjéket is undukál, melyekre hat, és ezek befolyásolhatják egy sejt SHH-szenzitivitását. A sünnel kölcsönható fehérjét (HHIP) az SHH indukálja, ami annak jelzőaktivitását csökkenti. A vitronektin szintén az SHH által indukált fehérje, egy obligát kofaktor a velőcsövi SHH-szignálhoz.
5 különböző előddomén van a hasi velőcsőben: V3 interneuronok, mozgatóneuronok (MN), V2, V1 és V0 interneuronok (ventrális–dorzális sorrendben). E domének különböző homeobox transzkripciós faktorok közti „kommunikációval” jönnek létre (vö. háromosztatú ideg). Ezek a transzkripciós faktorok az SHH-gradiensre válaszolnak. Az SHH-interakciójuk természetétől függően két csoportba sorolják – I. és II. osztály –, és a Pax, Nkx, Dbx és Irx családok tagjait tartalmazzák. Az I. osztályú fehérjék különböző SHH-küszöböknél represszálódnak, az előddomének hasi határait jelölve, a II. osztályúak aktiválódnak bizonyos SHH-küszöböknél, a dorzális határt kijelölve. Bizonyos keresztrepresszív interakciók az I. és II. osztályú fehérjék közt 5 fő hasi neuronaltípust adnak.
Fontos, hogy az SHH nem az egyetlen jelzőmolekula, mely a fejlődő velőcsőre hat. Számos más molekula, genetikai út és mechanizmus is aktív (például retinoinsav, FGF, BMP), és az SHH és más molekulák komplex kölcsönhatásai is lehetségesek. A BMP-k feltehetően fontosak a neuron SHH-jelzésre való érzékenységének meghatározására. Ezt BMP-gátlókat használó tanulmányokban igazolták, melyek az ideglemezsejtet ventralizálják bizonyos SHH-koncentrációhoz. Azonban a BMP-antagonisták (például a noggin) mutációja a leghasibb gerincvelői részen okoz hiányosságokat a hasi velőcső ektopikus expressziója miatt. Az SHH FGF-fel és RA-val való kölcsönhatásait még nem tanulmányozták molekuláris részletességgel.

### Morfogenetikai aktivitás
Az SHH idő- és koncentrációfüggő, sejtsorsot meghatározó aktivitása a hasi velőcsőben fontos morfogénné teszi. A gerincesekben az SHH-szignál a velőcső hasi részén a floor plate-sejtek és a mozgatóneuronok indukciójáért felel. Az SHH kikerül a notochordából és a hasi floor plate-ből, dorzoventrális koncentrációs gradienst létrehozva, egy fordított Wnt gradienssel párban, mely a háti gerincvelőt határozza meg. Nagyobb SHH-ligandum-koncentrációk vannak a velőcső és a notochorda leghasibb részeiben, alacsonyabbak vannak a hátibb részeken. Az SHH-gradienst SHH::GFP fúziós fehérjét kifejező egerek velőcsövében jelenítették meg ennek bemutatására a velőcsőmintázatok kialakulása alatt.
Feltehetően e gradiens több sejtsorsot tesz lehetővé koncentráció- és időfüggő mechanizmussal számos transzkripciós faktorral a hasi elődsejtekben. Minden hasi előddomén transzkripciós faktorok – Nkx2.2, Olig2, Nkx6.1, Nkx6.2, Dbx1, Dbx2, Irx3, Pax6 és Pax7 – erősen egyedi kombinációjával rendelkezik, melyeket az SHH-gradiens szabályoz. Ezek egymás után indukálódnak a gradiens mentén a ligandum mennyiségének és a neki való kitettség tartamának függvényében. Ahogy minden sejtpopuláció eltérő mennyiségű SHH-t kap, egyedi kombinációt fejeznek ki, idegsejt-differenciálódást okozva. Ez a folyamat a különböző domének közt éles határokat hoz létre, a hasi velőcső mintázatainak létrehozását okozva.
A progresszív génindukció és a sejtsorsok térbeli és időbeli szempontjait a hasi velőcsőben a két legjobban leírt transzkripciós faktor, az Olig2 és az Nkx2.2 transzkripciós doménjei írják le. A fejlődés korai szakaszában a sejtek csak rövid ideig voltak kitéve kevés SHH-nak, és az Olig2 transzkripciós faktort fejezik ki. Az Olig2-expresszió gyorsan elterjed dorzális irányba az SHH-gradiens dorzális irányú kiterjedésével. 
Azonban ahogy az SHH-ligandum morfogenetikus elülső része elmozdul, és egyre több SHH jön létre, a több ligandumnak kitett sejtek az Olig2 helyett az Nkx2.2-t kezdik el kifejezni, éles határt létrehozva az Nkx2.2-t kifejező hasi és az Olig2-t kifejező háti sejtek közt. Ez úgy történik, hogy a hat elődsejt-populáció doménjei egymást követően jelennek meg a velőcsőben az SHH-gradiens révén. A szomszédos doménekben kifejezett transzkripciósfaktor-párok mutuális gátlása is az éles határok kialakulását okozza, azonban egyes esetekben a gátlás távolabbi domének transzkripciós faktorai esetén is előfordulhat. A V3 domén NKX2-2-je például gátolja a V2-ben kifejezett IRX3-at, de ezeket egy MN domén választja el.
A frontonazális ektodermális zóna, a felső állkapocs fejlődéséért felelős jelzőközpont SHH-expressziója szabályozza az arcfejlődést a miR-199 családon keresztül. Az SHH-dependens agyi jelek szabályozzák a miR-199 családot: a miR-199 gének gátlása növeli az SHH-expressziót, szélesebb arcot adva, erősítésük csökkenti az SHH-expressziót keskenyebb arcot adva.

### Fogfejlődés
Az SHH fontos az organogenezisben, és legfőképp az arcfejlődésben. Mivel az SHH jelzőrészecske, főképp koncentrációgradiensen át való haladással működik, a sejteket különbözőképp érintve. A fogfejlődés korai szakaszában az elsődleges zománccsomó bocsát ki SHH-t laterális és planáris jelzőmintához a fognövekedés és a fogfejlődés helyzetének megismeréséhez. Legfőképp az epitél fognyaki körökhöz fontos, ahol a belső és a külső epitéliumok csatlakoznak, és fogőssejttárat adnak. Miután az elsődleges zománccsomók megszűnnek, a másodlagosak létrejönnek, melyek az SHH-t és más jelzőmolekulákat a szájektoderma vastagításához és a fogkorona alakjainak mineralizáció és differenciáció alatti kialakításához választják el. Egy knockout-modellben az SHH-hiány a holoprozenkefáliát jelzi. Azonban az SHH aktiválja a Gli2 és a Gli3 molekuláit. A mutáns Gli2-es és Gli3-as embriókban nem megfelelően fejlődnek a metszőfogak, és kicsik az őrlőfogak.

### Tüdőfejlődés
Bár az SHH-t gyakran az agy- és az ujjfejlődéssel azonosítják, fontos még a tüdőfejlődésben is. Knockout- és qPCR-kísérletek kimutatták, hogy az SHH az embriók tüdőfejlődésében részt vesz. Az emlőstüdő elágazása a fejlődő bronchusok és a tüdő epitéliumában történik. Az előbél-endoderma egésze kifejezett SHH-t a disztális epitéliumon át, ahol az embriótüdő fejlődik. Ez azt jelenti, hogy az SHH részben az elágazó tüdőért is felel. Az SHH tüdőelágazásban mutatott szerepét a qPCR is igazolta. Az SHH-expresszió a 11. nap körül jelenik meg a tüdőben, és a tüdőcsírákban erősen expresszálódik, a fejlődő bronchusokban kevésbé. SHH-hiányos egerekben létrejöhet tracheoözofageális sipoly (a nyelő- és a légcső közti kapcsolat). Továbbá egy dupla (SHH–/–) knockout modell gyenge tüdőfejlődést mutatott, a lebenyek és az elágazások megjelenése nélkül, szemben a vad típus nagymértékű elágazásaival.

### Szemfejlődés
Zebradánió-modellben sonic hedgehog hiányakor a p53 elindítja a retinasejtek apoptózisát.

### Lehetséges regeneratív funkció
A sonic hedgehog szerepet játszhat az emlősök szőrsejtjeinek regenerációjában. A retinoblasztóma-fehérje aktivitásának modulációjával a patkánycochleában a sonic hedgehog lehetővé teszi proliferatív állapotba kerülni másképp képtelen szőrsejtek osztódását és differenciálódását. A retinoblasztóma-fehérjék a sejtnövekedést a sejtek sejtciklusba való visszatérésének akadályozásával csökkenti, megakadályozva a proliferációt. Az Rb-aktivitás csökkentése lehetővé teheti a sejtosztódást, így a sonic hedgehog – mely fontos Rb-regulátor – fontos lehet szőrsejtek újbóli létrehozásához károsodás után.
Az SHH fontos a bőr-adipogenezis szőrhagymatranzit-erősítő sejtek (HF-TAC) általi szabályozásához. Bőr-angiogenezist indukál közvetlenül az adipocita-prekurzorokra hatva és proliferációjukat erősítve a peroxiszómaproliferátor-aktivált receptor γ (Pparg) génjükön keresztül.

## Feldolgozás
Az SHH elválasztása előtt számos feldolgozási lépésen megy keresztül. Az újonnan szintetizált SHH tömege 45 kDa, és ez a preproprotein. Elválasztott fehérjeként rövid jelzőszakasza van az N-terminusán, melyet az endoplazmatikus retikulumba kerülésekor, a szekréció első lépésekor egy jelfelismerő részecske felismer. Ezután a jelzősoroztatot a szignálpeptidáz eltávolítja az ER-ben. Itt az SHH különválik 20 kDa-os jelző N- (SHH-N) és 25 kDa-os,ismert jelzőfunkció nélküli C-terminális doménné. E szétválást a C-terminális doménben egy proteáz katalizálja. Ekkor egy koleszterin kerül az SHH-N C-terminusához. Így a C-terminus intein és koleszterintranszferáz. Egy másik hidrofób molekularészlet, a palmitát kerül az N-terminális cisztein α-aminjára. Ezt a HHAT fehérje–cisztein N-palmitoil-transzferáz katalizálja.

## Robotnikinin
A jelzőút egy lehetséges inhibitorát megtalálása után robotnikininnek nevezték Sonic ellenfeléről, Dr. Ivo „Eggman” Robotnikról.

## Korábbi viták a nevével kapcsolatban
A gén összefügg a holoprozenkefáliával, mely súlyos agyi, koponya- és archibákat okoz, ezért egyes tudósok és orvosok kritizálták a nevet, mivel nem mutat rá céljára. Szerintük az, hogy a sonic hedgehog gén mutációja okoz betegséget, nem tűnik jónak a beteggel vagy a családjával való beszélgetéseknél. Ez azonban nagyrészt megszűnt, és a nevet gyakran a gyors, olcsó teljes genomszekvenálás és a szabványos elnevezések előtti idő vicces eredményeként tekintik. A Mothers against decapentaplegichez, a Lunatic fringe-hez vagy a Sonic hedgehoghoz hasonló nevek problémáját gyakran a szabványos rövidítések használatával kerülik el a betegekkel vagy családjukkal való beszélgetéskor.

## Fordítás
Ez a szócikk részben vagy egészben  a   Sonic hedgehog protein című angol Wikipédia-szócikk ezen változatának fordításán alapul.  Az eredeti cikk szerkesztőit annak laptörténete sorolja fel. Ez a jelzés csupán a megfogalmazás eredetét és a szerzői jogokat jelzi, nem szolgál a cikkben szereplő információk forrásmegjelöléseként.